# 耶律勃古哲
耶律勃古哲（？—990年），字蒲奴隐。辽国軍人。六院部夷離菫耶律蒲古只後裔。
耶律勃古哲勃古哲勇敢彪悍，善于商业经营。保寧年間，为天德军节度使，转任南京侍卫马步军都指挥使。攻打平定党項羌阿理撒米、僕里鼈米，以平党项功，拜南院大王。辽圣宗即位，太后萧绰称制，勃古哲日益见信用，受命兼领山西诸路州事。统和四年（986年），北宋曹彬为收复燕雲十六州，进行雍熙北伐，勃古哲奋战用力，賜輸忠保節致主功臣的称号，总知燕山以西的五个州。当时有人控告勃古哲徇私枉法，残害百姓，调查后发现举报属实，他被判处了杖刑。统和八年（990年），为南京统军使，在任上去世。儿子耶律爻里，官至詳稳。

## 延伸阅读
[在维基数据编辑]
 《遼史·卷82》，出自脱脱《遼史》